# SMAW
SMAW (съкращение на Shoulder-launched Multipurpose Assault Weapon, ръчно преносимо многоцелево щурмово оръжие) е 83-мм противотанков гранатомет. Базира се на израелския B-300 и се използва от американската армия от 1984 година насам.

## Описание и характеристики
SMAW (Смоу) е 83-милиметрово ръчнопреносимо безоткатно оръдие, чиято основна цел е борба с бронирани цели (най-вече танкове). Оръжието е направено от фибростъкло и епоксидна смола, с гелирана цев. Тежи близо 14 килограма в бойно положение и 7,54 кг в походно положение. SMAW е снабден с диоптичен и телескопичен мерник с опция за прибор за нощно виждане AN/PVS-4, както и 9 милиметрово трасиращо оръжие, което се намира от дясната страна на дулото. SMAW е със задно зареждане, а ракетите се изстрелват посредством специален магнит. Трасиращото оръжие увеличава възможността за точно попадение от първия път. Бронебойната способност на стандартната ракета е 600 мм ЕЛХБ броня на разстояние 500 метра срещу танк или друга бронирана машина. SMAW може да се използва ефективно и срещу укрепления и бункери, а новият термобаричен боеприпас, тестван в Ирак и Афганистан, е способен да срине цяла сграда.

### Разполагане
SMAW има разчет от двама души – оператор и помощник. Операторът заема позиция за стрелба (най-често коленичи), а в същото време помощникът зарежда оръжието. След това помощникът вкарва куршумите в трасиращата пушка и я зарежда. Операторът стреля с нея докато трасиращият куршум попадне в целта. При успешно прицелване помощникът разчиства ударната зона зад оръжието и извиква „Изчистена“. Операторът извиква „Ракета“, помощникът повтаря, и ракетата се изстрелва срещу целта.
При нападение срещу укрепени позиции се използват два екипа от по двама души, прикрепени към стрелкови взвод. Те никога не се разполагат по фланговете, но никога пред взвода заради опасността от задния удар на оръжието. Ударната зона се простира под формата на 90-метров, 60-градусов конус зад оръжието. Тя е смъртоносна на разстояние до 30 метра, и много опасна до 90 метра. SMAW може да се стреля от коленичещо, легнало, седнало или изправено положение, но последното не е препоръчително заради силната ударна вълна, която може да нарани както оператора, така и помощника му.
При отбранителна позиция SMAW се разполага във V-образна дупка с прикритие. Тези позиции се изграждат в местата, откъдето е най-вероятно да дойде атаката срещу взвода, но където има най-добра видимост.

## Боеприпаси
SMAW е снабден с три вида боеприпаси. Това са:
- High Explosive Dual Purpose (HEDP) – ракета с противофортификационно предназначение. Използва се за унищожаване на бункери и укрепени стени, както и леки бойни машини. Бронебойната ѝ способност е 20 см бетон, 30 см тухли, и 210 см подсилени с дърво пясъчни торби.
- High Explosive Anti-Armor (HEAA) – ракета с противотанково предназначение. Ефективна е срещу всички съвременни танкове с конвенционална стоманена броня, без динамична защита. Ракетата е с кумулативно устройство, и при удар концентрира взирвната си мощ в една точка.
- Novel Explosive (SMAW-NE) – термобаричен боеприпас, подходящ за борба със силно укрепени цели. Свръхналягането, което взривът поражда, е в състояние да срине малка постройка. Разработена е през 2003 и изпробвана за пръв път по време на битката за Фалуджа през 2004.

## Употреба
SMAW е създаден изключително за Корпуса на морската пехота. Стандартната конфигурация е приета на въоръжение през 1984 и е изпробвана в истински бойни действия по време на операция Пустинна буря. По това време и армията започва да проявява интерес към системата и е снабдена със 150 оръжия и 5000 ракети. Морската пехота е започнала процес по подмяна на SMAW с по-новия FGM-172 SRAW. SMAW се използва и от морските пехотинци на Тайван.

## На въоръжение
- САЩ
- Тайван